# No Angel
No Angel là album phòng thu đầu tay của nữ ca sĩ kiêm sáng tác nhạc người Anh Dido. Được ra mắt lần đầu vào ngày 1 tháng 6 năm 1999 tại Mỹ, album được công chúng đón nhận vào thời điểm được phát hành rộng rãi toàn thế giới năm tháng 2 năm 2001. Tính đến năm 2005, album đã bán hơn 21 triệu bản trên toàn thế giới, và trở thành album bán chạy thứ hai tại Anh trong thập niên 2000, chỉ đứng sau album Back to Bedlam của James Blunt.

## Bối cảnh sản xuất
Khâu thu âm cho album bắt đầu hồi năm 1998, khi Dido chính thức ký hợp đồng thu âm cùng Arista Records. Ngoài việc thu 10 ca khúc mới, Dido còn lấy hai bản thu thử nằm trong tuyển tập trước đó của mình mang tên "Odds & Ends" vào album lần này, bao gồm bài hát "Take My Hand" và thực hiện phối lại và đổi tên bài hát "Sweet Eyed Baby" thành "Don’t Think of Me". Trong lúc ghi âm cho album mới, một hợp đồng phát hành album tại Mỹ được thông qua, tuy nhiên, một hợp đồng khác nhằm củng cố doanh thu bán tại châu Âu vẫn chưa hoàn thành, đồng nghĩa với việc album được chọn phát hành độc quyền tại Mỹ trước, vào tháng 6 năm 1999. Trước lúc ra mắt album thì một EP nhạc mẫu quảng bá mang tên The Highbury Fields EP được phát hành tại các trạm đài phát thanh, bao gồm 4 bài hát từ album, "Worthless", và một bài hát khác từ tuyển tập thu thử Odds & Ends.

## Các đĩa đơn
Đĩa đơn đầu tiên của album, "Here with Me", được phát hành trước khi ra mắt album tại Mỹ vào tháng 5 năm 1999, đạt đến vị trí thứ 89 trên Billboard Hot 100, và sau đó được chọn làm nhạc nền cho bộ phim truyền hình dài tập ăn khách tại Mỹ - Roswell. Ca khúc được phát hành toàn cầu vào ngày 3 tháng 2 năm 2001, đạt đến vị trí thứ 4 tại UK Singles Chart và vị trí thứ 10 tại Bồ Đào Nha và Hi Lạp, khi cùng lúc xuất hiện tại top 40 tại Pháp và New Zealand.
Trong chiến lược nâng cao doanh thu của album, đĩa đơn thứ hai, "Don't Think of Me" được phát hành vào ngày 19 tháng 2 năm 2000, nhưng không thể đạt được thành công như mong đợi, khi chỉ đạt vị trí thứ 35 trên bảng xếp hạng Top 40 Hot Adult.
"Thank You" được phát hành dưới dạng đĩa đơn thứ hai tại khu vực châu Âu vào tháng 5 năm 2001, đạt đến vị trí thứ 3 tại Anh và đến top 40 tại Đức, Pháp và Ý.
Đĩa đơn thứ ba tại khu vực châu Âu, "Hunter", được ra mắt vào tháng 9 năm 2001, đạt đến top 20 tại UK Singles Chart, và top 10 tại Bồ Đào Nha và Hi Lạp.
Đĩa đơn thứ tư, "All You Want" được phát hành vào tháng 12 năm 2001, nhưng không thể lọt vào UK Singles Chart chỉ vì được phát hành dưới dạng đĩa đơn mini. Một vài bài hát khác từ album đã được sử dụng trong các chương trình truyền hình sau đó, với "My Life" xuất hiện trong một tập của bộ phim dài tập tâm lý Angel Eyes, cũng như sự xuất hiện của "Honestly OK" và "Thank You" trong vài tập của Popular thuộc Warner Bros.
| Đánh giá chuyên môn           | Đánh giá chuyên môn |
| Nguồn đánh giá                | Nguồn đánh giá      |
| Nguồn                         | Đánh giá            |
| ----------------------------- | ------------------- |
| Allmusic                      | [ 2 ]               |
| Entertainment Weekly          | B                   |
| The Rolling Stone Album Guide | [ 4 ]               |

## Ý kiến chuyên môn
Tạp chí Q đã đưa No Angel vào danh sách 50 album xuất sắc nhất của năm 2001.

## Diễn biến tại các bảng xếp hạng
Từ khi ra mắt, No Angel đạt vị trí thứ 50 tại bảng xếp hạng Top Heatseekers vào ngày 24 tháng 7 năm 1999, với lượng doanh thu chưa tới 20.000 bản. Tuy nhiên, album chỉ đạt được tới thành công khi rapper Eminem đưa bản phối lại của bài hát "Thank You" vào trong ca khúc "Stan", được ra mắt vào ngày 9 tháng 12 năm 2000 dưới dạng đĩa đơn thứ ba trích từ album thứ ba của anh, The Marshall Mathers LP. "Stan" sử dụng cả nhịp điệu, phần hook của "Thank You", và luôn cả giọng hát của Dido như một cách tri ân ca khúc của cô. Dido cũng xuất hiện trong video ca nhạc của "Stan" trong vai cô bạn gái có thai của nhân vật chính. "Stan" đạt đến vị trí thứ 51 tại Billboard Hot 100, và gây nên sự quan tâm rộng rãi đến ca khúc Thank You, mà sau đó, đã giúp ca khúc này trở thành đĩa đơn thứ ba trích từ album vào ngày 12 tháng 12 năm 2000. Vào ngày 13 tháng 12 năm 2000, album chính thức bước vào bảng xếp hạng Billboard Hot 200, nơi nó đạt đến vị trí thứ 4. Vào ngày 14 tháng 12 năm 2000, "Stan" được phát hành tại Anh và Úc, và sau đó đạt vị trí đầu bảng tại cả hai quốc gia này. Vài tiếng sau đó, dựa vào sự thành công của "Stan", quyết định đưa No Angel vào thị trường châu Âu được thông qua.
Album được phát hành tại khu vực châu Âu vào ngày 13 tháng 10 năm 2000, với cùng một danh sách nhạc như của bản gốc tại Mỹ, nhưng có thêm hai video ca nhạc của "Thank You" và "Here With Me", cho dù "Thank You" không được chọn làm đĩa đơn tại châu Âu lúc đó, và "Stan". Vào thời điểm ra mắt tại châu Âu thì album đã bán được hơn 1 triệu bản và được chứng nhận đĩa Bạch kim tại Mỹ. 3 tuần sau khi album được phát hành tại châu Âu, một phiên bản tại Nhật Bản cũng được phát hành, bao gồm hai ca khúc bổ sung được ra mắt trong tuyển tập thu thử Odds & Ends trước đó, mang tên "Worthless" và "Me".
No Angel trở thành một trong những album bán chạy nhất năm 2001 tại Anh và trên toàn cầu. Đây còn là album bán chạy thứ nhì tại Úc, nơi mà album được chứng nhận 6 lần Bạch kim với hơn 420.000 bản được bán ra. Album cũng đạt tới vị trí thứ năm tại Canada. Album còn giành 1 giải BRIT Awards cho "Album Anh Quốc xuất sắc nhất" trong năm 2002, nơi Dido cũng thắng giải "Nữ nghệ sĩ Anh Quốc xuất sắc nhất". Năm 2006, album được chứng nhận 3 lần Bạch kim tại Thuỵ Sĩ, khi bán ra hơn 100.000 bản tại đó.

## Danh sách bài hát
| STT | Nhan đề             | Sáng tác                                                | Nhà sản xuất                        | Thời lượng |
| --- | ------------------- | ------------------------------------------------------- | ----------------------------------- | ---------- |
| 1.  | "Here with Me"      | Dido Armstrong, Paul Statham, Pascal Gabriel            | Dido, Rick Nowels*                  | 4:14       |
| 2.  | "Hunter"            | D. Armstrong, Rollo Armstrong                           | Dido, R. Nowels                     | 3:57       |
| 3.  | "Don't Think of Me" | D. Armstrong, R. Armstrong, Pauline Taylor, Paul Herman | Martin Glover                       | 4:32       |
| 4.  | "My Lover's Gone"   | D. Armstrong, Jamie Catto                               | Duncan Bridgeman, Jamie Catto, Dido | 4:27       |
| 5.  | "All You Want"      | D. Armstrong, P. Herman, R. Armstrong                   | Dido, R. Nowels                     | 3:53       |
| 6.  | "Thank You"         | D. Armstrong, P. Herman                                 | Rollo, Dido                         | 3:38       |
| 7.  | "Honestly OK"       | D. Armstrong, Matty Benbrook, R. Armstrong              | Rollo, Dido                         | 4:37       |
| 8.  | "Slide"             | D. Armstrong, P. Herman                                 | Rollo, Dido                         | 4:53       |
| 9.  | "Isobel"            | D. Armstrong, R. Armstrong                              | Rollo, Dido                         | 3:54       |
| 10. | "I'm No Angel"      | D. Armstrong, P. Statham, P. Gabriel                    | Rollo, Dido                         | 3:55       |
| 11. | "My Life"           | D. Armstrong, R. Armstrong, Mark Bates                  | Rollo, Dido                         | 3:09       |
| 12. | "Take My Hand"      | D. Armstrong, Richard Dekkard                           | Rollo, Dido, Sister Bliss           | 6:42       |

* Ban đầu được sản xuất nhờ Paul Statham và Pascal Gabriel.
Bài hát bổ sung
- Anh

| STT | Nhan đề                | Đạo diễn        | Thời lượng |
| --- | ---------------------- | --------------- | ---------- |
| 13. | "Here with Me" (video) | Liz Friedlander | 4:06       |
| 14. | "Thank You" (video)    | Dave Meyers     | 3:14       |

- Canada

| STT | Nhan đề                                       | Sáng tác                          | Thời lượng |
| --- | --------------------------------------------- | --------------------------------- | ---------- |
| 13. | "Here with Me" (Phiên bản mộc)                | Dido, P. Statham, P. Gabriel      | 4:23       |
| 14. | "Here with Me" (Bản phối của Rollo Orchestra) | Dido, P. Statham, P. Gabriel      | 5:18       |
| 15. | "Stan" (hợp tác cùng Eminem)                  | Dido, P. Herman, Marshall Mathers | 6:44       |

- Châu Âu

| STT | Nhan đề                      | Sáng tác                          | Thời lượng |
| --- | ---------------------------- | --------------------------------- | ---------- |
| 13. | "Stan" (hợp tác cùng Eminem) | Dido, P. Herman, Marshall Mathers | 6:44       |

- Đông Âu

| STT | Nhan đề                                                                | Sáng tác                          | Thời lượng |
| --- | ---------------------------------------------------------------------- | --------------------------------- | ---------- |
| 13. | "Stan" (bản kiểm duyệt của đài phát thanh) (có sự tham gia của Eminem) | Dido, P. Herman, Marshall Mathers | 3:58       |

- Nhật Bản

| STT | Nhan đề     | Thời lượng |
| --- | ----------- | ---------- |
| 13. | "Worthless" | 7:52       |
| 14. | "Me"        | 2:38       |

- Nga

| STT | Nhan đề                                     | Thời lượng |
| --- | ------------------------------------------- | ---------- |
| 13. | "Stan" (hợp tác cùng Eminem)                | 6:44       |
| 14. | "Christmas Day"                             | 4:03       |
| 15. | "Here with Me" (Phiên bản mộc)              | 4:23       |
| 16. | "All You Want" (Bản phối của Divide & Rule) | 6:47       |

- Phần Lan

| STT | Nhan đề                                                       | Sáng tác                           | Thời lượng |
| --- | ------------------------------------------------------------- | ---------------------------------- | ---------- |
| 13. | "Stan" (Bản phối của S&S)                                     | Dido, P. Herman, Marshall Mathers] | 3:41       |
| 14. | "Flowerstand Man" (cùng với Faithless)                        | Rollo, Dido                        | 5:43       |
| 15. | "Don't Think of Me" (bản thu trực tiếp theo bản phối điện tử) | Dido, Rollo, P. Taylor, P. Herman  | 5:18       |
| 16. | "Take My Hand" (Bản phối điện tử của Deroga)                  | Dido, Rollo, Sister Bliss          | 4:53       |
| 17. | "Aria (nhạc nền phim The Talented Mr. Ripley)"                |                                    | 3:18       |

- HDCD

| STT | Nhan đề                                 | Thời lượng |
| --- | --------------------------------------- | ---------- |
| 13. | "Christmas Day"                         | 4:03       |
| 14. | "One Step Too Far" (cùng với Faithless) | 5:20       |
| 15. | "Worthless"                             | 7:52       |

Đĩa đính kèm phiên bản bổ sung
- Mĩ

1. "Here With Me" (video)
2. "Thank You" (phiên bản mộc thu trực tiếp)
3. "Photo Gallery"

- Nhật Bản và Úc

1. "Thank You" (Bản phối của Deep Dish)
2. "Thank You" (Bản phối của Skinny)
3. "Here with Me" (Bản phối của Chillin' with the Family)
4. "Here with Me" (Bản phối của Lukas Burton)
5. "Hunter" (Bản phối của Franasios K)

- Anh

1. "Here With Me" (Bản phối của Lukas Burton)
2. "Thank You" (Bản phối của Deep Dish)
3. "Hunter" (Bản phối của MJ Cole)
4. "Take My Hand" (Bản phối của Rollo & Sister Bliss)
5. "Christmas Day"
6. "Hunter" (video)
7. "All You Want" (video thu trực tiếp)
8. "Honestly OK" (video thu trực tiếp)

- Brazil

1. "Here With Me" (Bản phối của Lukas Burton)
2. "Thank You" (Bản phối của Deep Dish)
3. "Hunter" (Bản phối của MJ Cole)
4. "Take My Hand" (Bản phối của Rollo & Sister Bliss)
5. "All You Want" (Bản phối của Divide & Rule)
6. "My Lover's Gone" (Bản phối của Meme)
7. "Hunter" (video)
8. "All You Want" (video thu trực tiếp)
9. "Honestly OK" (video thu trực tiếp)

## Trên các bảng xếp hạng
| Bảng xếp hạng (2001)                     | Vị trí cao nhất |
| ---------------------------------------- | --------------- |
| Album Úc (ARIA)                          | 1               |
| Album Áo (Ö3 Austria)                    | 1               |
| Album Canada (Billboard)                 | 4               |
| Album Đan Mạch (Hitlisten)               | 2               |
| European Top 100 Albums                  | 1               |
| Album Phần Lan (Suomen virallinen lista) | 1               |
| Album Pháp (SNEP)                        | 1               |
| Album Đức (Offizielle Top 100)           | 2               |
| Album México (Top 100 Mexico)            | 4               |
| Album Hà Lan (Album Top 100)             | 3               |
| Album New Zealand (RMNZ)                 | 1               |
| Album Na Uy (VG-lista)                   | 1               |
| Album Ý (FIMI)                           | 4               |
| Album Thụy Điển (Sverigetopplistan)      | 2               |
| Album Thụy Sĩ (Schweizer Hitparade)      | 2               |
| Album Anh Quốc (OCC)                     | 1               |
| Album Hoa Kỳ Billboard 200               | 4               |
| US Billboard Top Internet Albums         | 2               |

| Bảng xếp hạng (2001)                     | Vị trí |
| ---------------------------------------- | ------ |
| Album Áo (Ö3 Austria)                    | 9      |
| Album Bỉ (Ultratop Vlaanderen)           | 11     |
| Album Bỉ (Ultratop Wallonie)             | 13     |
| Album Phần Lan (Suomen virallinen lista) | 8      |
| Album Hà Lan (Album Top 100)             | 12     |

## Chứng nhận
| Quốc gia                                                                           | Chứng nhận   | Số đơn vị/doanh số chứng nhận |
| ---------------------------------------------------------------------------------- | ------------ | ----------------------------- |
| Argentina (CAPIF)                                                                  | Bạch kim     | 40,000^                       |
| Úc (ARIA)                                                                          | 6× Bạch kim  | 420.000^                      |
| Áo (IFPI Áo)                                                                       | Bạch kim     | 30,000*                       |
| Brasil (Pro-Música Brasil)                                                         | 2× Bạch kim  | 250.000*                      |
| Canada (Music Canada)                                                              | 4× Bạch kim  | 400.000^                      |
| Đan Mạch (IFPI Đan Mạch)                                                           | Bạch kim     | 30,000^                       |
| Phần Lan (Musiikkituottajat)                                                       | Bạch kim     | 50,514                        |
| Pháp (SNEP)                                                                        | Kim cương    | 1,262,300                     |
| Đức (BVMI)                                                                         | 3× Vàng      | 750,000^                      |
| Greece (IFPI Greece)                                                               | Vàng         | 15,000^                       |
| Ý (FIMI)                                                                           | Bạch kim     | 100.000*                      |
| México (AMPROFON)                                                                  | Bạch kim     | 150.000^                      |
| Hà Lan (NVPI)                                                                      | Bạch kim     | 80,000^                       |
| New Zealand (RIANZ)                                                                | 5× Bạch kim  | 75,000^                       |
| Na Uy (IFPI)                                                                       | Bạch kim     | 40,000*                       |
| Ba Lan (ZPAV)                                                                      | Bạch kim     | 0*                            |
| Thụy Điển (GLF)                                                                    | Bạch kim     | 60,000^                       |
| Thụy Sĩ (IFPI)                                                                     | 3× Bạch kim  | 150.000^                      |
| Anh Quốc (BPI)                                                                     | 10× Bạch kim | 3,070,926                     |
| Hoa Kỳ (RIAA)                                                                      | 4× Bạch kim  | 4.000.000^                    |
| Tổng hợp                                                                           |              |                               |
| Châu Âu (IFPI)                                                                     | 5× Bạch kim  | 5.000.000*                    |
| * Chứng nhận dựa theo doanh số tiêu thụ. ^ Chứng nhận dựa theo doanh số nhập hàng. |              |                               |